# Грамін
Грамін (від назв родини Gramíneae) — кристали без кольору, що нерозчинні у воді, а розчинні в органічних розчинниках.
Грамін є індольним алкалоїдом, що був уперше виділений із безхлорофільних мутантів ячменю ван Улером і Геллстремом, проте міститься не тільки в злаках, але і в деяких дводольних — зокрема, в червоному клені Acer rubrum і жовтому люпині Lupinus luteus. Грамін може відігравати захисну роль у рослинах, оскільки він отруйний для багатьох організмів.

## Синтез
Грамін можна легко отримати за допомогою реакції Манніха із використанням індолу як вихідної речовини.